# 118º Congresso degli Stati Uniti d'America
Il 118º Congresso degli Stati Uniti d'America, formato dalla Camera dei rappresentanti e dal Senato, ha costituito dal 3 gennaio 2023 al 3 gennaio 2025 il ramo legislativo del governo federale statunitense.

## Descrizione
Alle elezioni di metà mandato del novembre 2022 i Repubblicani hanno ottenuto il controllo della Camera per la prima volta dal 115º Congresso, mentre i Democratici hanno conquistato un seggio al Senato, arrivando ad una maggioranza di 51-49. Si è configurato, quindi, lo stesso quadro del 113º Congresso.

### Primati
Il 118º Congresso degli Stati Uniti ha avuto la prima presidente pro tempore donna, Patty Murray, e il primo capogruppo democratico alla Camera di colore, Hakeem Jeffries.

#### Elezione delloSpeakerdella Camera
Per la prima volta dal 1923, non si è riusciti a eleggere lo speaker della Camera al primo scrutinio, richiedendone di aggiuntivi, a causa di una resa dei conti interna ai repubblicani che hanno fatto mancare i voti necessari (218, la maggioranza degli eletti) al candidato ufficiale del partito (Kevin McCarthy) in favore di un outsider (prima Jim Jordan, poi Byron Donalds, quindi di nuovo Jordan). Dopo il fallimento anche del nono scrutinio (nonostante le concessioni fatte da McCarthy al gruppo ribelle minoritario), la scelta dello speaker per il 118º Congresso è diventata la più lunga da quella del dicembre 1859. Poiché è previsto che si debba eleggere prima lo speaker della Camera per poter avviare qualsiasi attività, la Camera risulta completamente bloccata fino all'elezione dello stesso. Con il dodicesimo e tredicesimo scrutinio (il 6 gennaio 2023), McCarthy è riuscito a convincere una parte dei repubblicani ribelli a votare per lui, pur non ottenendo ancora l'elezione; la Camera è stata poi convocata alle 22:00 (EST; ovvero alle 04:00 del 7 gennaio in Italia). Al 15º scrutinio McCarthy è stato infine eletto grazie all'astensione di alcuni repubblicani ribelli.

#### Rimozione dello Speaker
Il 2 ottobre 2023 il rappresentante Matt Gaetz ha presentato una mozione di sfiducia nei confronti di McCarthy; Gaetz contesta allo Speaker di aver posto ai voti una legge finanziaria sprovvisto dei tagli alla spesa pubblica richiesti da Gaetz e altri Repubblicani conservatori (tale legge è stata approvata col sostegno dei Democratici e dei Repubblicani moderati). La Camera ha approvato la mozione il giorno successivo con 216 voti favorevoli e 210 contrari, rimuovendo quindi McCarthy dalla carica di Speaker della Camera: hanno votato a favore, oltre a tutti i rappresentanti democratici presenti durante la votazione, anche 8 rappresentanti repubblicani (Gaetz, Andy Biggs, Ken Buck, Tim Burchett, Eli Crane, Bob Good, Nancy Mace e Matt Rosendale). Questo evento ha rappresentato un qualcosa di inedito per la politica americana, in quanto è stata la prima volta nella storia degli Stati Uniti che la Camera dei rappresentanti ha rimosso dall'incarico il proprio Speaker.

## Senato

### Riepilogo della composizione
|                               | Partito      | Partito      | Partito | Totale | Vacante |
| ----------------------------- | ------------ | ------------ | ------- | ------ | ------- |
|                               |              |              |         | Totale | Vacante |
| Democratico                   | Indipendente | Repubblicano |         | Totale | Vacante |
| Fine del precedente Congresso | 48           | 2            | 50      | 100    | 0       |
|                               |              |              |         |        |         |
| Inizio (3 gennaio 2023)       | 48           | 3            | 49      | 100    | 0       |
| 8 gennaio 2023                | 48           | 3            | 48      | 99     | 1       |
| 23 gennaio 2023               | 48           | 3            | 49      | 100    | 0       |
| 29 settembre 2023             | 47           | 3            | 49      | 99     | 1       |
| 3 ottobre 2023                | 48           | 3            | 49      | 100    | 0       |
| 31 maggio 2024                | 47           | 4            | 49      | 100    | 0       |
| 20 agosto 2024                | 46           | 4            | 49      | 99     | 1       |
| 9 settembre 2024              | 47           | 4            | 49      | 100    | 0       |
| 9 dicembre 2024               | 47           | 4            | 49      | 100    | 0       |
| % di voti                     | 51%          | 51%          | 49%     |        |         |

- Gli indipendenti sono associati al Partito Democratico.

### Leadership
| Vicepresidente degli Stati Uniti d'America e Presidente del Senato |
|                                                                    |
| Kamala Harris (D)                                                  |

| Presidente pro tempore del Senato |
|                                   |
| Patty Murray (D)                  |

| Leadership della Maggioranza al Senato               |                                                  |
|                                                      |                                                  |
| Leader della Maggioranza al Senato Chuck Schumer (D) | Whip della Maggioranza al Senato Dick Durbin (D) |

| Leadership della Minoranza al Senato                 |                                               |
|                                                      |                                               |
| Leader della Minoranza al Senato Mitch McConnell (R) | Whip della Minoranza al Senato John Thune (R) |

### Membri
Il numero indica la classe del senatore; nel novembre 2022 sono sottoposti ad elezione tutti i senatori appartenenti alla classe 3.
Alabama
- 2. Tommy Tuberville (R)
- 3. Katie Britt (R)

Alaska
- 2. Dan Sullivan (R)
- 3. Lisa Murkowski (R)

Arizona
- 1. Kyrsten Sinema (I)
- 3. Mark Kelly (D)

Arkansas
- 2. Tom Cotton (R)
- 3. John Boozman (R)

California
- 1. Dianne Feinstein (D), fino al 29 settembre 2023

     Laphonza Butler (D), dal 3 ottobre 2023 al 9 dicembre 2024
     Adam Schiff (D), dal 9 dicembre 2024
- 3. Alex Padilla (D)

Carolina del Nord
- 2. Thom Tillis (R)
- 3. Ted Budd (R)

Carolina del Sud
- 2. Lindsey Graham (R)
- 3. Tim Scott (R)

Colorado
- 2. John Hickenlooper (D)
- 3. Michael Bennet (D)

Connecticut
- 1. Chris Murphy (D)
- 3. Richard Blumenthal (D)

Dakota del Nord
- 1. Kevin Cramer (R)

     3. John Hoeven (R)
Dakota del Sud
- 2. Mike Rounds (R)
- 3. John Thune (R)

Delaware
- 1. Thomas Carper (D)
- 2. Chris Coons (D)

Florida
- 1. Rick Scott (R)
- 3. Marco Rubio (R)

Georgia
- 2. Jon Ossoff (D)
- 3. Raphael Warnock (D)

Hawaii
- 1. Mazie Hirono (D)
- 3. Brian Schatz (D)

Idaho
- 2. Mike Crapo (R)
- 3. Jim Risch (R)

Illinois
- 2. Dick Durbin (D)
- 3. Tammy Duckworth (D)

Indiana
- 1. Mike Braun (R)
- 3. Todd Young (R)

Iowa
- 2. Joni Ernst (R)
- 3. Chuck Grassley (R)

Kansas
- 2. Roger Marshall (R)
- 3. Jerry Moran (R)

Kentucky
- 2. Mitch McConnell (R)
- 3. Rand Paul (R)

Louisiana
- 2. Bill Cassidy (R)
- 3. John Neely Kennedy (R)

Maine
- 1. Angus King (I)
- 2. Susan Collins (R)

Maryland
- 1. Ben Cardin (D)
- 3. Chris Van Hollen (D)

Massachusetts
- 1. Elizabeth Warren (D)
- 2. Ed Markey (D)

Michigan
- 1. Debbie Stabenow (D)
- 2. Gary Peters (D)

Minnesota
- 1. Amy Klobuchar (D-DFL)
- 2. Tina Smith (D-DFL)

Mississippi
- 1. Roger Wicker (R)
- 2. Cindy Hyde-Smith (R)

Missouri
- 1. Josh Hawley (R)
- 3. Eric Schmitt (R)

Montana
- 1. Jon Tester (D)
- 2. Steve Daines (R)

Nebraska
- 1. Deb Fischer (R)
- 2. Pete Ricketts (R)

Nevada
- 1. Jacky Rosen (D)
- 3. Catherine Cortez Masto (D)

New Hampshire
- 2. Jeanne Shaheen (D)
- 3. Maggie Hassan (D)

New Jersey
- 1. Bob Menendez (D)
- 2. Cory Booker (D)

New York
- 1. Kirsten Gillibrand (D)
- 3. Chuck Schumer (D)

Nuovo Messico
- 1. Martin Heinrich (D)
- 2. Ben R. Luján (D)

Ohio
- 1. Sherrod Brown (D)
- 3. J. D. Vance (R)

Oklahoma
- 2. Markwayne Mullin (R)
- 3. James Lankford (R)

Oregon
- 2. Jeff Merkley (D)
- 3. Ron Wyden (D)

Pennsylvania
- 1. Bob Casey, Jr. (D)
- 3. John Fetterman (D)

Rhode Island
- 1. Sheldon Whitehouse (D)
- 2. Jack Reed (D)

Tennessee
- 1. Marsha Blackburn (R)
- 3. Bill Hagerty (R)

Texas
- 1. Ted Cruz (R)
- 2. John Cornyn (R)

Utah
- 1. Mitt Romney (R)
- 3. Mike Lee (R)

Vermont
- 1. Bernie Sanders (I)
- 3. Peter Welch (D)

Virginia
- 1. Tim Kaine (D)
- 2. Mark Warner (D)

Virginia Occidentale
- 1. Joe Manchin (D)
- 2. Shelley Moore Capito (R)

Washington
- 1. Maria Cantwell (D)
- 3. Patty Murray (D)

Wisconsin
- 1. Tammy Baldwin (D)
- 3. Ron Johnson (R)

Wyoming
- 1. John Barrasso (R)
- 2. Cynthia Lummis (R)

## Camera dei rappresentanti

### Riepilogo della composizione
|                               | Partito      | Partito | Totale | Vacante |
| ----------------------------- | ------------ | ------- | ------ | ------- |
|                               |              |         | Totale | Vacante |
| Democratico                   | Repubblicano |         | Totale | Vacante |
| Fine del Congresso precedente | 216          | 213     | 429    | 6       |
|                               |              |         |        |         |
| Inizio (3 gennaio 2023)       | 212          | 222     | 434    | 1       |
| 7 marzo 2023                  | 213          | 222     | 435    | 0       |
| 31 maggio 2023                | 212          | 222     | 434    | 1       |
| 15 settembre 2023             | 212          | 221     | 433    | 2       |
| 13 novembre 2023              | 213          | 221     | 434    | 1       |
| 28 novembre 2023              | 213          | 222     | 435    | 0       |
| 1º dicembre 2023              | 213          | 221     | 434    | 1       |
| 31 dicembre 2023              | 213          | 220     | 433    | 2       |
| 21 gennaio 2024               | 213          | 219     | 432    | 3       |
| 2 febbraio 2024               | 212          | 219     | 431    | 4       |
| 28 febbraio 2024              | 213          | 219     | 432    | 3       |
| 22 marzo 2024                 | 213          | 218     | 431    | 4       |
| 20 aprile 2024                | 213          | 217     | 430    | 5       |
| 24 aprile 2024                | 212          | 217     | 429    | 6       |
| 6 maggio 2024                 | 213          | 217     | 430    | 5       |
| 3 giugno 2024                 | 213          | 218     | 431    | 4       |
| 25 giugno 2024                | 213          | 219     | 432    | 3       |
| 8 luglio 2024                 | 213          | 220     | 433    | 2       |
| 19 luglio 2024                | 212          | 220     | 432    | 3       |
| 21 agosto 2024                | 211          | 220     | 431    | 4       |
| 23 settembre 2024             | 212          | 220     | 432    | 3       |
| 12 novembre 2024              | 213          | 221     | 434    | 1       |
| 13 novembre 2024              | 213          | 220     | 433    | 2       |
| 8 dicembre 2024               | 211          | 220     | 431    | 4       |
| 14 dicembre 2024              | 211          | 219     | 430    | 5       |
| 31 dicembre 2024              | 210          | 219     | 429    | 6       |
| % di voti                     | 49,0%        | 51,0%   |        |         |
| Membri non votanti            | 3            | 3       | 6      | 0       |

### Leadership

#### Assemblea
| Speaker della Camera dei rappresentanti   |                                              |                                      |
|                                           |                                              |                                      |
| Kevin McCarthy (R) fino al 3 ottobre 2023 | Patrick McHenry (R) dal 3 al 25 ottobre 2023 | Mike Johnson (R) dal 25 ottobre 2023 |

| Leadership della Maggioranza alla Camera dei rappresentanti               |                                                                     |
|                                                                           |                                                                     |
| Leader della Maggioranza alla Camera dei rappresentanti Steve Scalise (R) | Whip della Maggioranza alla Camera dei rappresentanti Tom Emmer (R) |

| Leadership della Minoranza alla Camera dei rappresentanti                 |                                                                         |
|                                                                           |                                                                         |
| Leader della Minoranza alla Camera dei rappresentanti Hakeem Jeffries (D) | Whip della Minoranza alla Camera dei rappresentanti Katherine Clark (D) |

### Membri
Alabama
(6 Repubblicani, 1 Democratico)
- 1. Jerry Carl (R)
- 2. Barry Moore (R)
- 3. Mike Rogers (R)
- 4. Robert Aderholt (R)
- 5. Dale Strong (R)
- 6. Gary Palmer (R)
- 7. Terri Sewell (D)

Alaska
(1 Democratico)
- "At-large". Mary Peltola (D)

Arizona
(6 Repubblicani, 3 Democratici)
- 1. David Schweikert (R)
- 2. Eli Crane (R)
- 3. Ruben Gallego (D)
- 4. Greg Stanton (D)
- 5. Andy Biggs (R)
- 6. Juan Ciscomani (R)
- 7. Raúl Grijalva (D)
- 8. Debbie Lesko (R)
- 9. Paul Gosar (R)

Arkansas
(4 Repubblicani)
- 1. Rick Crawford (R)
- 2. French Hill (R)
- 3. Steve Womack (R)
- 4. Bruce Westerman (R)

California
(40 Democratici, 12 Repubblicani)
- 1. Doug LaMalfa (R)
- 2. Jared Huffman (D)
- 3. Kevin Kiley (R)
- 4. Mike Thompson (D)
- 5. Tom McClintock (R)
- 6. Ami Bera (D)
- 7. Doris Matsui (D)
- 8. John Garamendi (D)
- 9. Josh Harder (D)
- 10. Mark DeSaulnier (D)
- 11. Nancy Pelosi (D)
- 12. Barbara Lee (D)
- 13. John Duarte (R)
- 14. Eric Swalwell (D)
- 15. Kevin Mullin (D)
- 16. Anna Eshoo (D)
- 17. Ro Khanna (D)
- 18. Zoe Lofgren (D)
- 19. Jimmy Panetta (D)
- 20. Kevin McCarthy (R), fino al 31 dicembre 2023

     Vince Fong (R), dal 3 giugno 2024
- 21. Jim Costa (D)
- 22. David Valadao (R)
- 23. Jay Obernolte (R)
- 24. Salud Carbajal (D)
- 25. Raul Ruiz (D)
- 26. Julia Brownley (D)
- 27. Mike Garcia (R)
- 28. Judy Chu (D)
- 29. Tony Cardenas (D)
- 30. Adam Schiff (D), fino all'8 dicembre 2024

     Vacante, da tale data fino al Congresso successivo
- 31. Grace Napolitano (D)
- 32. Brad Sherman (D)
- 33. Pete Aguilar (D)
- 34. Jimmy Gomez (D)
- 35. Norma Torres (D)
- 36. Ted Lieu (D)
- 37. Sydney Kamlager-Dove (D)
- 38. Linda Sánchez (D)
- 39. Mark Takano (D)
- 40. Young Kim (R)
- 41. Ken Calvert (R)
- 42. Robert Garcia (D)
- 43. Maxine Waters (D)
- 44. Nanette Barragán (D)
- 45. Michelle Steel (R)
- 46. Lou Correa (D)
- 47. Katie Porter (D)
- 48. Darrell Issa (R)
- 49. Mike Levin (D)
- 50. Scott Peters (D)
- 51. Sara Jacobs (D)
- 52. Juan Vargas (D)

Carolina del Nord
(7 Democratici, 7 Repubblicani)
- 1. Don Davis (D)
- 2. Deborah Ross (D)
- 3. Greg Murphy (R)
- 4. Valerie Foushee (D)
- 5. Virginia Foxx (R)
- 6. Kathy Manning (D)
- 7. David Rouzer (R)
- 8. Dan Bishop (R)
- 9. Richard Hudson (R)
- 10. Patrick McHenry (R)
- 11. Chuck Edwards (R)
- 12. Alma Adams (D)
- 13. Wiley Nickel (D)
- 14. Jeff Jackson (D), fino al 31 dicembre 2024

     Vacante, da tale data fino al Congresso successivo
Carolina del Sud
(6 Repubblicani, 1 Democratico)
- 1. Nancy Mace (R)
- 2. Joe Wilson (R)
- 3. Jeff Duncan (R)
- 4. William Timmons (R)
- 5. Ralph Norman (R)
- 6. Jim Clyburn (D)
- 7. Russell Fry (R)

Colorado
(5 Democratici, 3 Repubblicani)
- 1. Diana DeGette (D)
- 2. Joe Neguse (D)
- 3. Lauren Boebert (R)
- 4. Ken Buck (R), fino al 22 marzo 2024

     Greg Lopez (R), dall'8 luglio 2024
- 5. Doug Lamborn (R)
- 6. Jason Crow (D)
- 7. Brittany Pettersen (D)
- 8. Yadira Caraveo (D)

Connecticut
(5 Democratici)
- 1. John Larson (D)
- 2. Joe Courtney (D)
- 3. Rosa DeLauro (D)
- 4. Jim Himes (D)
- 5. Jahana Hayes (D)

Dakota del Nord
(1 Repubblicano)
- "At-large". Kelly Armstrong (R), fino al 14 dicembre 2024

     Vacante, da tale data fino al Congresso successivo
Dakota del Sud
(1 Repubblicano)
- "At-large". Dusty Johnson (R)

Delaware
(1 Democratico)
- "At-large". Lisa Blunt Rochester (D)

Florida
(20 Repubblicani, 8 Democratici)
- 1. Matt Gaetz (R), fino al 13 novembre 2024

     Vacante, da tale data fino al Congresso successivo
- 2. Neal Dunn (R)
- 3. Kat Cammack (R)
- 4. Aaron Bean (R)
- 5. John Rutherford (R)
- 6. Michael Waltz (R)
- 7. Cory Mills (R)
- 8. Bill Posey (R)
- 9. Darren Soto (D)
- 10. Maxwell Frost (D)
- 11. Daniel Webster (R)
- 12. Gus Bilirakis (R)
- 13. Anna Paulina Luna (R)
- 14. Kathy Castor (D)
- 15. Laurel Lee (R)
- 16. Vern Buchanan (R)
- 17. Greg Steube (R)
- 18. Scott Franklin (R)
- 19. Byron Donalds (R)
- 20. Sheila Cherfilus-McCormick (D)
- 21. Brian Mast (R)
- 22. Lois Frankel (D)
- 23. Jared Moskowitz (D)
- 24. Frederica Wilson (D)
- 25. Debbie Wasserman Schultz (D)
- 26. Mario Díaz-Balart (R)
- 27. Maria Elvira Salazar (R)
- 28. Carlos A. Giménez (R)

Georgia
(9 Repubblicani, 5 Democratici)
- 1. Buddy Carter (R)
- 2. Sanford Bishop (D)
- 3. Drew Ferguson (R)
- 4. Hank Johnson (D)
- 5. Nikema Williams (D)
- 6. Rich McCormick (R)
- 7. Lucy McBath (D)
- 8. Austin Scott (R)
- 9. Andrew Clyde (R)
- 10. Mike Collins (R)
- 11. Barry Loudermilk (R)
- 12. Rick Allen (R)
- 13. David Scott (D)
- 14. Marjorie Taylor Greene (R)

Hawaii
(2 Democratici)
- 1. Ed Case (D)
- 2. Jill Tokuda (D)

Idaho
(2 Repubblicani)
- 1. Russ Fulcher (R)
- 2. Mike Simpson (R)

Illinois
(14 Democratici, 3 Repubblicani)
- 1. Jonathan Jackson (D)
- 2. Robin Kelly (D)
- 3. Delia Ramirez (D)
- 4. Chuy García (D)
- 5. Michael Quigley (D)
- 6. Sean Casten (D)
- 7. Danny K. Davis (D)
- 8. Raja Krishnamoorthi (D)
- 9. Jan Schakowsky (D)
- 10. Brad Schneider (D)
- 11. Bill Foster (D)
- 12. Mike Bost (R)
- 13. Nikki Budzinski (D)
- 14. Lauren Underwood (D)
- 15. Mary Miller (R)
- 16. Darin LaHood (R)
- 17. Eric Sorensen (D)

Indiana
(7 Repubblicani, 2 Democratici)
- 1. Frank J. Mrvan (D)
- 2. Rudy Yakym (R)
- 3. Jim Banks (R)
- 4. Jim Baird (R)
- 5. Victoria Spartz (R)
- 6. Greg Pence (R)
- 7. André Carson (D)
- 8. Larry Bucshon (R)
- 9. Erin Houchin (R)

Iowa
(4 Repubblicani)
- 1. Ashley Hinson (R)
- 2. Mariannette Miller-Meeks (R)
- 3. Zach Nunn (R)
- 4. Randy Feenstra (R)

Kansas
(3 Repubblicani, 1 Democratico)
- 1. Tracey Mann (R)
- 2. Jake LaTurner (R)
- 3. Sharice Davids (D)
- 4. Ron Estes (R)

Kentucky
(5 Repubblicani, 1 Democratico)
- 1. James Comer (R)
- 2. Brett Guthrie (R)
- 3. Morgan McGarvey (D)
- 4. Thomas Massie (R)
- 5. Hal Rogers (R)
- 6. Andy Barr (R)

Louisiana
(5 Repubblicani, 1 Democratico)
- 1. Steve Scalise (R)
- 2. Troy Carter (D)
- 3. Clay Higgins (R)
- 4. Mike Johnson (R)
- 5. Julia Letlow (R)
- 6. Garret Graves (R)

Maine
(2 Democratici)
- 1. Chellie Pingree (D)
- 2. Jared Golden (D)

Maryland
(7 Democratici, 1 Repubblicano)
- 1. Andy Harris (R)
- 2. Dutch Ruppersberger (D)
- 3. John Sarbanes (D)
- 4. Glenn Ivey (D)
- 5. Steny Hoyer (D)
- 6. David Trone (D)
- 7. Kweisi Mfume (D)
- 8. Jamie Raskin (D)

Massachusetts
(9 Democratici)
- 1. Richard Neal (D)
- 2. Jim McGovern (D)
- 3. Lori Trahan (D)
- 4. Jake Auchincloss (D)
- 5. Katherine Clark (D)
- 6. Seth Moulton (D)
- 7. Ayanna Pressley (D)
- 8. Stephen Lynch (D)
- 9. William Keating (D)

Michigan
(7 Democratici, 6 Repubblicani)
- 1. Jack Bergman (R)
- 2. John Moolenaar (R)
- 3. Hillary Scholten (D)
- 4. Bill Huizenga (R)
- 5. Tim Walberg (R)
- 6. Debbie Dingell (D)
- 7. Elissa Slotkin (D)
- 8. Dan Kildee (D)
- 9. Lisa McClain (R)
- 10. John James (R)
- 11. Haley Stevens (D)
- 12. Rashida Tlaib (D)
- 13. Shri Thanedar (D)

Minnesota
(4 Democratici, 4 Repubblicani)
- 1. Brad Finstad (R)
- 2. Angie Craig (D-DFL)
- 3. Dean Phillips (D-DFL)
- 4. Betty McCollum (D-DFL)
- 5. Ilhan Omar (D-DFL)
- 6. Tom Emmer (R)
- 7. Michelle Fischbach (R)
- 8. Pete Stauber (R)

Mississippi
(3 Repubblicani, 1 Democratico)
- 1. Trent Kelly (R)
- 2. Bennie Thompson (D)
- 3. Michael Guest (R)
- 4. Mike Ezell (R)

Missouri
(6 Repubblicani, 2 Democratici)
- 1. Cori Bush (D)
- 2. Ann Wagner (R)
- 3. Blaine Luetkemeyer (R)
- 4. Mark Alford (R)
- 5. Emanuel Cleaver (D)
- 6. Sam Graves (R)
- 7. Eric Burlison (R)
- 8. Jason T. Smith (R)

Montana
(2 Repubblicani)
- 1. Ryan Zinke (R)
- 2. Matt Rosendale (R)

Nebraska
(3 Repubblicani)
- 1. Mike Flood (R)
- 2. Don Bacon (R)
- 3. Adrian Smith (R)

Nevada
(3 Democratici, 1 Repubblicano)
- 1. Dina Titus (D)
- 2. Mark Amodei (R)
- 3. Susie Lee (D)
- 4. Steven Horsford (D)

New Hampshire
(2 Democratici)
- 1. Chris Pappas (D)
- 2. Ann McLane Kuster (D)

New Jersey
(9 Democratici, 3 Repubblicani)
- 1. Donald Norcross (D)
- 2. Jeff Van Drew (R)
- 3. Andy Kim (D)
- 4. Chris Smith (R)
- 5. Josh Gottheimer (D)
- 6. Frank Pallone (D)
- 7. Thomas Kean Jr. (R)
- 8. Rob Menendez (D)
- 9. Bill Pascrell (D)
- 10. Donald Payne, Jr. (D)
- 11. Mikie Sherrill (D)
- 12. Bonnie Watson Coleman (D)

New Mexico
(3 Democratici)
- 1. Melanie Stansbury (D)
- 2. Gabe Vasquez (D)
- 3. Teresa Leger Fernandez (D)

New York
(15 Democratici, 11 Repubblicani)
- 1. Nick LaLota (R)
- 2. Andrew Garbarino (R)
- 3. George Santos (R), fino al 1º dicembre 2023

     Tom Suozzi (D), dal 28 febbraio 2024
- 4. Anthony D'Esposito (R)
- 5. Gregory Meeks (D)
- 6. Grace Meng (D)
- 7. Nydia Velázquez (D)
- 8. Hakeem Jeffries (D)
- 9. Yvette Clarke (D)
- 10. Dan Goldman (D)
- 11. Nicole Malliotakis (R)
- 12. Jerrold Nadler (D)
- 13. Adriano Espaillat (D)
- 14. Alexandria Ocasio-Cortez (D)
- 15. Ritchie Torres (D)
- 16. Jamaal Bowman (D)
- 17. Mike Lawler (R)
- 18. Pat Ryan (D)
- 19. Marc Molinaro (R)
- 20. Paul Tonko (D)
- 21. Elise Stefanik (R)
- 22. Brandon Williams (R)
- 23. Nick Langworthy (R)
- 24. Claudia Tenney (R)
- 25. Joseph Morelle (D)
- 26. Brian Higgins (D)

Oregon
(4 Democratici, 2 Repubblicani)
- 1. Suzanne Bonamici (D)
- 2. Cliff Bentz (R)
- 3. Earl Blumenauer (D)
- 4. Val Hoyle (D)
- 5. Lori Chavez-DeRemer (R)
- 6. Andrea Salinas (D)

Pennsylvania
(9 Democratici, 8 Repubblicani)
- 1. Brian Fitzpatrick (R)
- 2. Brendan Boyle (D)
- 3. Dwight Evans (D)
- 4. Madeleine Dean (D)
- 5. Mary Gay Scanlon (D)
- 6. Chrissy Houlahan (D)
- 7. Susan Wild (D)
- 8. Matt Cartwright (D)
- 9. Dan Meuser (R)
- 10. Scott Perry (R)
- 11. Lloyd Smucker (R)
- 12. Summer Lee (D)
- 13. John Joyce (R)
- 14. Guy Reschenthaler (R)
- 15. Glenn Thompson (R)
- 16. Mike Kelly (R)
- 17. Chris Deluzio (D)

Rhode Island
(2 Democratici)
- 1. Gabe Amo (D)
- 2. Seth Magaziner (D)

Tennessee
(8 Repubblicani, 1 Democratico)
- 1. Diana Harshbarger (R)
- 2. Tim Burchett (R)
- 3. Chuck Fleischmann (R)
- 4. Scott DesJarlais (R)
- 5. Andy Ogles (R)
- 6. John Rose (R)
- 7. Mark E. Green (R)
- 8. David Kustoff (R)
- 9. Steve Cohen (D)

Texas
(25 Repubblicani, 13 Democratici)
- 1. Nathaniel Moran (R)
- 2. Dan Crenshaw (R)
- 3. Keith Self (R)
- 4. Pat Fallon (R)
- 5. Lance Gooden (R)
- 6. Jake Ellzey (R)
- 7. Lizzie Pannill Fletcher (D)
- 8. Morgan Luttrell (R)
- 9. Al Green (D)
- 10. Michael McCaul (R)
- 11. August Pfluger (R)
- 12. Kay Granger (R)
- 13. Ronny Jackson (R)
- 14. Randy Weber (R)
- 15. Monica De La Cruz (R)
- 16. Veronica Escobar (D)
- 17. Pete Sessions (R)
- 18. Sheila Jackson Lee (D)
- 19. Jodey Arrington (R)
- 20. Joaquín Castro (D)
- 21. Chip Roy (R)
- 22. Troy Nehls (R)
- 23. Tony Gonzales (R)
- 24. Beth Van Duyne (R)
- 25. Roger Williams (R)
- 26. Michael Cloud (R)
- 27. Michael C. Burgess (R)
- 28. Henry Cuellar (D)
- 29. Sylvia Garcia (D)
- 30. Jasmine Crockett (D)
- 31. John Carter (R)
- 32. Colin Allred (D)
- 33. Marc Veasey (D)
- 34. Vicente González (D)
- 35. Greg Casar (D)
- 36. Brian Babin (R)
- 37. Lloyd Doggett (D)
- 38. Wesley Hunt (R)

Utah
(4 Repubblicani)
- 1. Blake Moore (R)
- 2. Chris Stewart (R)
- 3. John Curtis (R)
- 4. Burgess Owens (R)

Vermont
- At-large.      Becca Balint (D)

Virginia
(6 Democratici, 5 Repubblicani)
- 1. Rob Wittman (R)
- 2. Jen Kiggans (R)
- 3. Bobby Scott (D)
- 4. Jennifer McClellan (D)
- 5. Bob Good (R)
- 6. Ben Cline (R)
- 7. Abigail Spanberger (D)
- 8. Don Beyer (D)
- 9. Morgan Griffith (R)
- 10. Jennifer Wexton (D)
- 11. Gerry Connolly (D)

Virginia Occidentale
(2 Repubblicani)
- 1. Carol Miller (R)
- 2. Alex Mooney (R)

Washington
(8 Democratici, 2 Repubblicani)
- 1. Suzan DelBene (D)
- 2. Rick Larsen (D)
- 3. Marie Gluesenkamp Perez (D)
- 4. Dan Newhouse (R)
- 5. Cathy McMorris Rodgers (R)
- 6. Derek Kilmer (D)
- 7. Pramila Jayapal (D)
- 8. Kim Schrier (D)
- 9. Adam Smith (D)
- 10. Marilyn Strickland (D)

Wisconsin
(6 Repubblicani, 2 Democratici)
- 1. Bryan Steil (R)
- 2. Mark Pocan (D)
- 3. Derrick Van Orden (R)
- 4. Gwen Moore (D)
- 5. Scott L. Fitzgerald (R)
- 6. Glenn Grothman (R)
- 7. Tom Tiffany (R)
- 8. Mike Gallagher (R)

Wyoming
- At-large. Harriet Hageman (R)

#### Membri non votanti
(3 Democratici, 3 Repubblicani)
- Samoa Americane: Amata Coleman Radewagen (R)
- Distretto di Columbia: Eleanor Holmes Norton (D)
- Guam: James Moylan (R)
- Isole Marianne Settentrionali: Gregorio Sablan (D)
- Porto Rico: Jenniffer González (R/PNP)
- Isole Vergini: Stacey Plaskett (D)

### Annotazioni
1. 1 2  In Nebraska, Ben Sasse (R) si dimise in data 8 gennaio 2023, per diventare Presidente dell'Università della Florida[15]. Pete Ricketts (R) venne nominato per succedergli il 12 gennaio 2023, prendendo servizio il 23 gennaio.
2. 1 2  In California, Dianne Feinstein (D) morì il 29 settembre 2023[16]. Laphonza Butler (D) venne nominata per succederle il 1º ottobre 2023, prendendo servizio il 3 ottobre[17].
3. ↑  In Virginia Occidentale, Joe Manchin lasciò il Partito Democratico per diventare un indipendente il 31 maggio 2024. Continuò a schierarsi con i Democratici[18].
4. 1 2  In New Jersey, Bob Menendez si dimise in data 20 agosto 2024, in seguito ad una condanna[19]. George Helmy (D) venne nominato per succedergli, prendendo servizio il 9 settembre.
5. ↑  In California e in New Jersey, Laphonza Butler (D) e George Helmy (D) rassegnarono le dimissioni in data 8 dicembre per consentire ai loro successori già eletti di prendere servizio in anticipo[20][21]. Adam Schiff (D) e Andy Kim (D) presero servizio il 9 dicembre.
6. 1 2  In Virginia, il deputato Donald McEachin (D) morì il 28 novembre 2022, prima dell'inizio del Congresso.[22]. Jennifer McClellan (D) venne eletta per succedergli il 21 febbraio 2023, insediandosi il 7 marzo[23].
7. 1 2  In Rhode Island, il deputato David Cicilline (D) si dimise il 31 maggio 2023 e Gabe Amo (D) venne eletto per succedergli il 7 novembre 2023, insediandosi il 13 novembre[24].
8. 1 2  In Utah, Chris Stewart (R) si dimise il 15 settembre 2023, per via delle condizioni di salute di sua moglie[25][26]. Celeste Maloy (R) venne eletta per succedergli il 21 novembre 2023, insediandosi il 28 novembre[27].
9. 1 2  Nello stato di New York, George Santos (R) fu espulso il 1º dicembre 2023. Tom Suozzi (D) venne eletto per succedergli il 13 febbraio 2024, insediandosi il 28 febbraio[28].
10. 1 2  In California, Kevin McCarthy (R) si dimise il 31 dicembre 2023. Vince Fong (R) venne eletto per succedergli il 21 maggio 2024, insediandosi il 3 giugno 2024.
11. 1 2  In Ohio, Bill Johnson (R) si dimise il 21 gennaio 2024. Michael Rulli (R) venne eletto per succedergli l'11 giugno 2024, insediandosi il 25 giugno 2024.
12. 1 2  Nello stato di New York, Brian Higgins (D) si dimise il 2 febbraio 2024. Tim Kennedy (D) venne eletto per succedergli il 30 aprile 2024, insediandosi il 6 maggio 2024.
13. 1 2  In Colorado, Ken Buck (R) si dimise il 22 marzo 2024. Greg Lopez (R) venne eletto per succedergli il 25 giugno 2024, insediandosi l'8 luglio 2024.
14. 1 2  In Wisconsin, Mike Gallagher (R) si dimise in data 19 aprile 2024. Tony Wied (R) venne eletto per succedergli il 5 novembre 2024, insediandosi il 12 novembre 2024.
15. 1 2  In New Jersey Donald Payne, Jr. (D) morì in data 24 aprile 2024.  LaMonica McIver (D) venne eletta per succedergli il 18 settembre 2024, insediandosi il 23 settembre 2024.
16. 1 2  In Texas, Sheila Jackson Lee (D) morì in data 19 luglio 2024. Erica Lee Carter (D) venne eletta per succederle il 5 novembre 2024, insediandosi il 12 novembre 2024.
17. ↑  In New Jersey, Bill Pascrell (D) morì in data 21 agosto 2024.
18. ↑  In Florida, Matt Gaetz (R) si dimise in data 13 novembre 2024.
19. ↑  In California, Adam Schiff (D) si dimise in data 8 dicembre 2024.
20. ↑  In New Jersey, Andy Kim (D) si dimise in data 8 dicembre 2024.
21. ↑  In Dakota del Nord, Kelly Armstrong (R) si dimise in data 14 dicembre 2024.
22. ↑  In Carolina del Nord, Jeff Jackson (D) si dimise in data 31 dicembre 2024.

### Fonti
1. ↑  (EN) Eliza Collins and Siobhan Hughes, Hakeem Jeffries Elected to Lead House Democrats, su WSJ. URL consultato il 17 dicembre 2022.
2. ↑  (EN) Sen. Patty Murray expected to become third in line for presidency, su king5.com, 1:28 PM PST November 16, 2022. URL consultato il 17 dicembre 2022.
3. ↑   La giravolta di Trump: "Votate Kevin McCarthy come speaker", su HuffPost Italia, 4 gennaio 2023. URL consultato il 4 gennaio 2023.
4. ↑   Usa, il repubblicano Kevin McCarthy non eletto speaker della Camera: fallite tre votazioni, su MSN. URL consultato il 4 gennaio 2023.
5. ↑  (EN) House adjourns without choosing Speaker after Republican revolt, su BBC News. URL consultato il 3 gennaio 2023.
6. ↑  (EN) Catie Edmondson, Live Updates: House Adjourns Without a Speaker, in The New York Times, 3 gennaio 2023. URL consultato il 3 gennaio 2023.
7. ↑  (EN) The Hill staff, House Speaker Election Coverage: House adjourns after McCarthy suffers defeat on third ballot, su The Hill, 3 gennaio 2023. URL consultato il 3 gennaio 2023.
8. ↑  (EN) Jack Forrest, The lack of a new speaker has ground House business to a halt | CNN Politics, su CNN, 4 gennaio 2023. URL consultato il 5 gennaio 2023.
9. ↑  (EN) US House has no members, no rules as speaker race drags on, su AP NEWS, 5 gennaio 2023. URL consultato il 5 gennaio 2023.
10. ↑   House adjourns as McCarthy tries to get final speaker votes: live updates - The Washington Post, su web.archive.org, 6 gennaio 2023. URL consultato il 6 gennaio 2023 (archiviato dall'url originale il 6 gennaio 2023).
11. ↑  (EN) David Morgan, Moira Warburton e Andy Sullivan, Kevin McCarthy elected U.S. House speaker, but at a cost, in Reuters, 7 gennaio 2023. URL consultato il 7 gennaio 2023.
12. ↑  (EN) Shiobhan Hughes, Ferek Katy S. e Peterson Kristina, Kevin McCarthy Ousted as House Speaker in Historic Vote, in The Wall Street Journal, 3 ottobre 2023. URL consultato il 3 ottobre 2023 (archiviato dall'url originale il 3 ottobre 2023).
13. ↑  (EN) Emma Kinery,Christina Wilkie, House ousts Kevin McCarthy as speaker, a first in U.S. history, in CNBC, 3 ottobre 2023. URL consultato il 3 ottobre 2023 (archiviato dall'url originale il 3 ottobre 2023).
14. ↑  (EN) Piper Blackburn, Here are the 8 Republicans who voted to oust McCarthy as House speaker, in CNN, 3 ottobre 2023. URL consultato il 4 ottobre 2023 (archiviato dall'url originale il 4 ottobre 2023).
15. ↑  (EN) Ben Sasse makes it official, will resign U.S. Senate seat Jan. 8, su nebraskaexaminer.com, 5 dicembre 2022. URL consultato il 6 aprile 2024.
16. ↑  (EN) Sen. Dianne Feinstein, an 'icon for women in politics,' dies at 90, source confirms, su abc7news.com. URL consultato il 6 aprile 2024.
17. ↑  (EN) California Sen. Laphonza Butler sworn in, marking historic first, su axios.com, 3 ottobre 2023. URL consultato il 6 aprile 2024.
18. ↑  (EN) Longtime Democrat Joe Manchin Changes Party Affiliation to Independent, 1º giugno 2024. URL consultato il 26 agosto 2024 (archiviato dall'url originale il 21 agosto 2024).
19. ↑  (EN) Menendez resigning from U.S. Senate on August 20, su newjerseyglobe.com, 23 luglio 2024. URL consultato il 26 agosto 2024 (archiviato dall'url originale il 23 luglio 2024).
20. ↑  (EN) Schiff to be sworn in Monday as California’s next U.S. senator, su latimes.com. URL consultato il 22 febbraio 2025.
21. ↑  (EN) Helmy to resign on Dec. 8, allowing Andy Kim to take Senate seat early, su rollcall.com. URL consultato il 22 febbraio 2025.
22. ↑  (EN) Paul LeBlanc, Virginia Rep. Donald McEachin dies at age 61, su cnn.com, CNN, 29 novembre 2022. URL consultato il 2 gennaio 2023.
23. ↑  (EN) On our radar: Jennifer McClellan will be sworn in to Congress next week, 2 marzo 2023.
24. ↑  (EN) 'Every Step of the Way, They Underestimated Us', su politico.com, 31 maggio 2023.
25. ↑  (EN) Rep. Chris Stewart plans to resign from Congress, su sltrib.com.
26. ↑  (EN) BREAKING: Special election to replace Rep. Stewart pushes Utah's 2023 city elections back to Nov. 21, su sltrib.com.
27. ↑  (EN) Utah Rep. Chris Stewart to step down from Congress in September, su foxnews.com, 7 giugno 2023.
28. ↑  (EN) Tom Suozzi sworn back into Congress, filling vacant Santos seat and narrowing the GOP’s slim majority, su edition.cnn.com, 28 febbraio 2024.
29. ↑  Come Speaker ad interim